# クレイ郡 (テキサス州)
クレイ郡（クレイぐん、英: Clay County）は、アメリカ合衆国テキサス州の北部に位置する郡である。2010年国勢調査での人口は10,752人であり、2000年の11,006人から2.3%減少した。郡庁所在地はヘンリエッタ市（人口3,141人）であり、同郡で人口最大の都市でもある。クレイ郡は1857年に設立され、郡名は、19世紀の著名政治家で、ケンタッキー州選出アメリカ合衆国上院議員、アメリカ合衆国国務長官を務めたヘンリー・クレイに因んで名付けられた。
クレイ郡はウィチタ郡およびアーチャー郡と共に、ウィチタフォールズ大都市圏を構成している。

## 地理
アメリカ合衆国国勢調査局に拠れば、郡域全面積は1,116平方マイル (2,890.4 km2)であり、このうち陸地1,098平方マイル (2,843.8 km2)、水域は18平方マイル (46.6 km2)で水域率は1.64%である。

### 主要高規格道路
- アメリカ国道82号線
- アメリカ国道287号線
- テキサス州道79号線
- テキサス州道148号線

### 隣接する郡
- ジェファーソン郡 (オクラホマ州) - 北
- モンタギュー郡 - 東
- ジャック郡 - 南
- ウィチタ郡 - 西
- アーチャー郡 - 西
- コットン郡 (オクラホマ州) - 北西

## 人口動態
以下は2000年の国勢調査による人口統計データである。
| 基礎データ - 人口: 11,006人 - 世帯数: 4,323 世帯 - 家族数: 3,181 家族 - 人口密度: 4人/km2（10人/mi2） - 住居数: 4,992軒 - 住居密度: 2軒/km2（4軒/mi2） 人種別人口構成 - 白人: 95.35% - アフリカン・アメリカン: 0.42% - ネイティブ・アメリカン: 1.03% - アジア人: 0.10% - 太平洋諸島系: 0.01% - その他の人種: 1.68% - 混血: 1.42% - ヒスパニック・ラテン系: 3.67% 年齢別人口構成 - 18歳未満: 24.9% - 18-24歳: 6.8% - 25-44歳: 26.4% - 45-64歳: 25.9% - 65歳以上: 16.1% - 年齢の中央値: 40歳 - 性比（女性100人あたり男性の人口） - 総人口: 94.0 - 18歳以上: 93.1 | 世帯と家族（対世帯数） - 18歳未満の子供がいる: 30.7% - 結婚・同居している夫婦: 63.2% - 未婚・離婚・死別女性が世帯主: 7.3% - 非家族世帯: 26.4% - 単身世帯: 23.5% - 65歳以上の老人1人暮らし: 11.8% - 平均構成人数 - 世帯: 2.52人 - 家族: 2.98人 収入と家計 - 収入の中央値 - 世帯: 35,738米ドル - 家族: 41,514米ドル - 性別 - 男性: 28,914米ドル - 女性: 210,975米ドル - 人口1人あたり収入: 16,361米ドル - 貧困線以下 - 対人口: 10.3% - 対家族数: 8.1% - 18歳未満: 11.7% - 65歳以上: 11.0% |

## 都市と町
| - ベルビュー - ブルーグローブ、未編入の町 - バッファロースプリングス、未編入の町 - バイアーズ - チャーリー | - ディーン - ハルセル、未編入の町 - ヘンリエッタ - 郡庁所在地 - ハーンビル、未編入の町 - ジョリー | - ジョイ、未編入の町 - ペトロリア - スコットランド（部分） - シャノン、未編入の町 - スタンフィールド、未編入の町 | - ソーンベリー]、未編入の町 - バシュティ、未編入の町 |